# Дрижина
Дрижина (пол. Dryżyna, нім. Attendorf) — село в Польщі, у гміні Шліхтинґова Всховського повіту Любуського воєводства.
Населення — 228 осіб (2011).
У 1975-1998 роках село належало до Лешненського воєводства.

## Демографія
Демографічна структура станом на 31 березня 2011 року:
|          | Загалом | Допрацездатний вік | Працездатний вік | Постпрацездатний вік |
| -------- | ------- | ------------------ | ---------------- | -------------------- |
| Чоловіки | 123     | 29                 | 82               | 12                   |
| Жінки    | 105     | 20                 | 65               | 20                   |
| Разом    | 228     | 49                 | 147              | 32                   |